# Dopolavoro Aziendale C.R.D.A. Monfalcone 1939-1940
Questa voce raccoglie le informazioni riguardanti il Dopolavoro Aziendale C.R.D.A. Monfalcone nelle competizioni ufficiali della stagione 1939-1940.

## Rosa
| N. |                   | Ruolo | Calciatore        |
| -- | ----------------- | ----- | ----------------- |
|    | Italia (bandiera) | P     | Arrigo Benussi    |
|    | Italia (bandiera) | A     | Giuseppe Bonini   |
|    | Italia (bandiera) | C     | Romeo Cabas       |
|    | Italia (bandiera) | A     | Mario Calligaris  |
|    | Italia (bandiera) | A     | Francesco Cergoli |
|    | Italia (bandiera) | C     | Frediano Freschi  |
|    | Italia (bandiera) | C     | Alfredo Lui       |
|    | Italia (bandiera) | P     | Mario Marocutti   |

| N. |                   | Ruolo | Calciatore      |
| -- | ----------------- | ----- | --------------- |
|    | Italia (bandiera) | A     | Virgilio Nicoli |
|    | Italia (bandiera) | D     | Livio Pinazza   |
|    | Italia (bandiera) | A     | Spartaco Romano |
|    | Italia (bandiera) | D     | Remo Roncarati  |
|    | Italia (bandiera) | A     | Narciso Sartori |
|    | Italia (bandiera) | C     | Bruno Simonetti |
|    | Italia (bandiera) | C     | Mario Treppo    |